# Корреспондентский театр
Корреспондентский театр (Дописно позориште) — особый тип театральной организации и спектакля, основанный в Нови-Саде (Воеводина, Сербия, Югославия) в 1973 году. Эта идея была теоретически и практически реализована жителем Нови-Сада Младеном Дражетином как оригинальная модель распространения театральной культуры в самых широких массах.
Театрализованные представления готовились в больших и малых местах по всей бывшей Югославии по указанию, которое давалось из Нови-Сада через Корреспондентский театр организаторам и действующим лицам посредством писем, телефонных разговоров и факсов. Члены Корреспондентского театра из Нови-Сада давали советы и предлагали всяческую помощь новым участникам театральной жизни и вновь созданным точкам Корреспондентского театра, независимо от того, где находились те, кто в такой помощи находился. Оригинальность модели Корреспондентского театра привлекла внимание многих теоретиков и организаторов театральной жизни.

## Начало работы

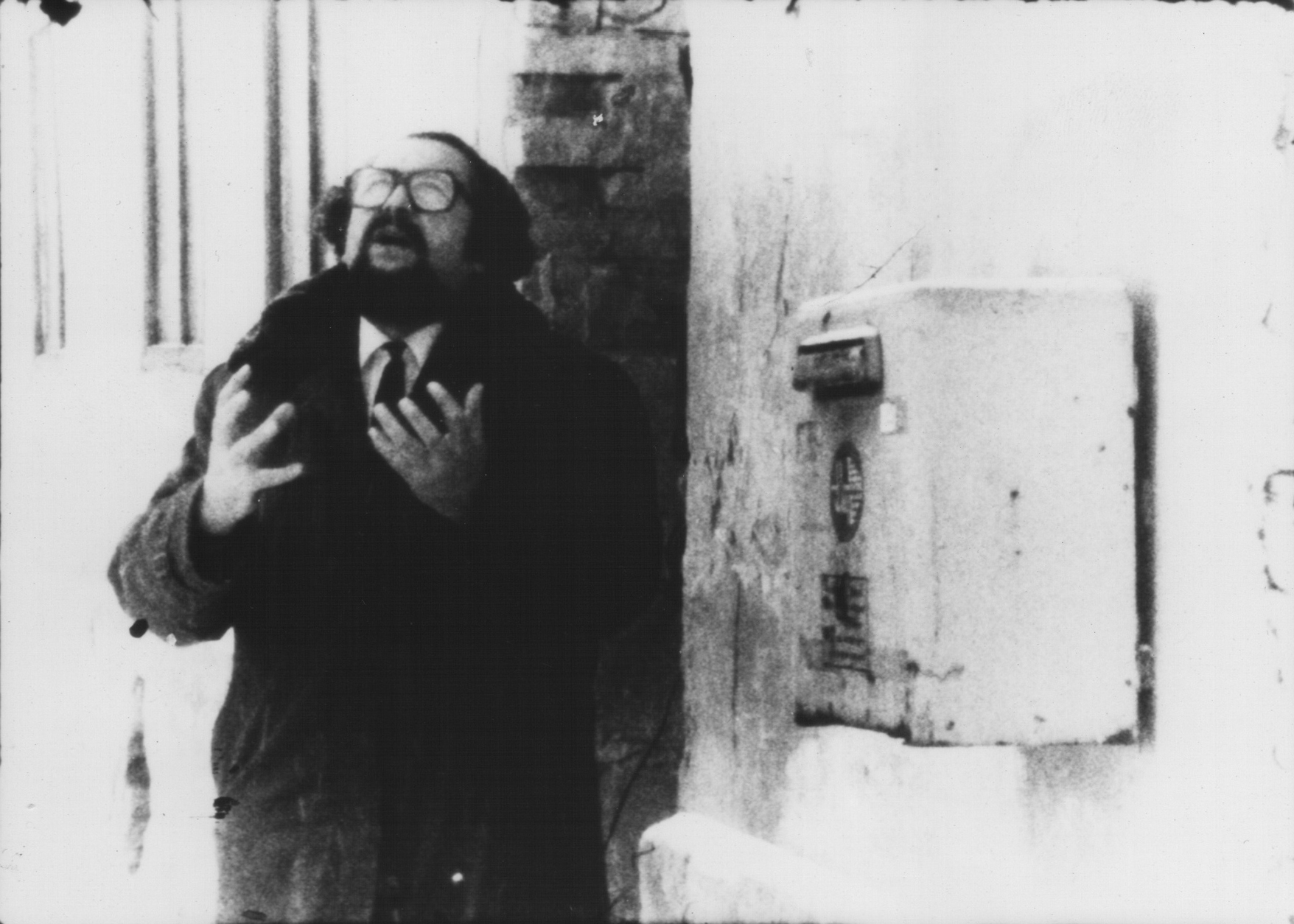
Младен Дражетин, основатель Корреспондентского театра, рядом с почтовым ящиком.

Театр был основан в 1973 году, но власти тогдашнего югославского государства не разрешили его зарегистрировать под названием «Корреспондентский театр», поэтому театр действовал без регистрации более года. 3 марта 1974 года было получено разрешение на внесение общества в реестр под названием КУД «Этап драматического искусства» (Се́рбский: КУД «Позорница драмске уметности») со штаб-квартирой в Нови-Саде. Сам Корреспондентский театр представлял собой универсальную анимационную систему, действующую в рамках Этапа драматического искусства.

## Цели
Основная цель состояла в том, чтобы собрать образы мира с демократическими признаками, основанные на индивидуальных интерпретациях, обогатить спектакли различными переживаниями, а для актёров и активных зрителей — устранить препятствия, которые приносят одиночество и отсутствие общения в мире условностей и городской безличности. Театр также был системой борьбы с бюрократией в культуре.
Основатель Корреспондентского театра Младен Дражетин определил следующие цели и задачи этого театра:
- Создание теории культурной гуманизации мира;
- Инициирование универсальной анимационной системы и теории универсальной организации;
- Культурное формирование человека и окружающей среды и реализация элементарной культуры в каждом человеке, «давайте все будем думать собственными головами, чтобы добиться общего прогресса и всеобщего мира через культуру»;
- Дальнейшее создание универсальной культурной силы как идеологии, стратегии и тактики.

## Актёры
В спектаклях появлялись как любители, только освоившие основы актёрского мастерства, так и известные профессионалы, стремящиеся прикоснуться к новому стилю работы и игре с миром искренних поклонников театра.

## Театры
Спектакль на сцене направлен на достижение индивидуального удовлетворения ролевых игроков при непосредственном общении со зрителями. В рамках этой модели реализовывались драматические, юмористические и экологические театры, сценические призывы к миротворческим и гуманитарным акциям, а также кукольные и живые спектакли в детских учреждениях и больницах. Каждому участнику спектакля была предложена возможность предложить тематическую область, а затем спонтанно, вместе с писателями и другими актёрами, создать контент, который обязательно имеет гуманистический смысл.
Микротеатры Корреспондентского театра включали: Театр здоровья, Театр «Вкус природы», Ромский театр, Театр мира, Театр юмора (Турнир остроумия), Гуманитарный театр, Театр на природе, Театр содружества труда, Партизанский театр, Детский театр, Школьный театр, Христианский театр, Литературный театр и так далее.

## Спектакли

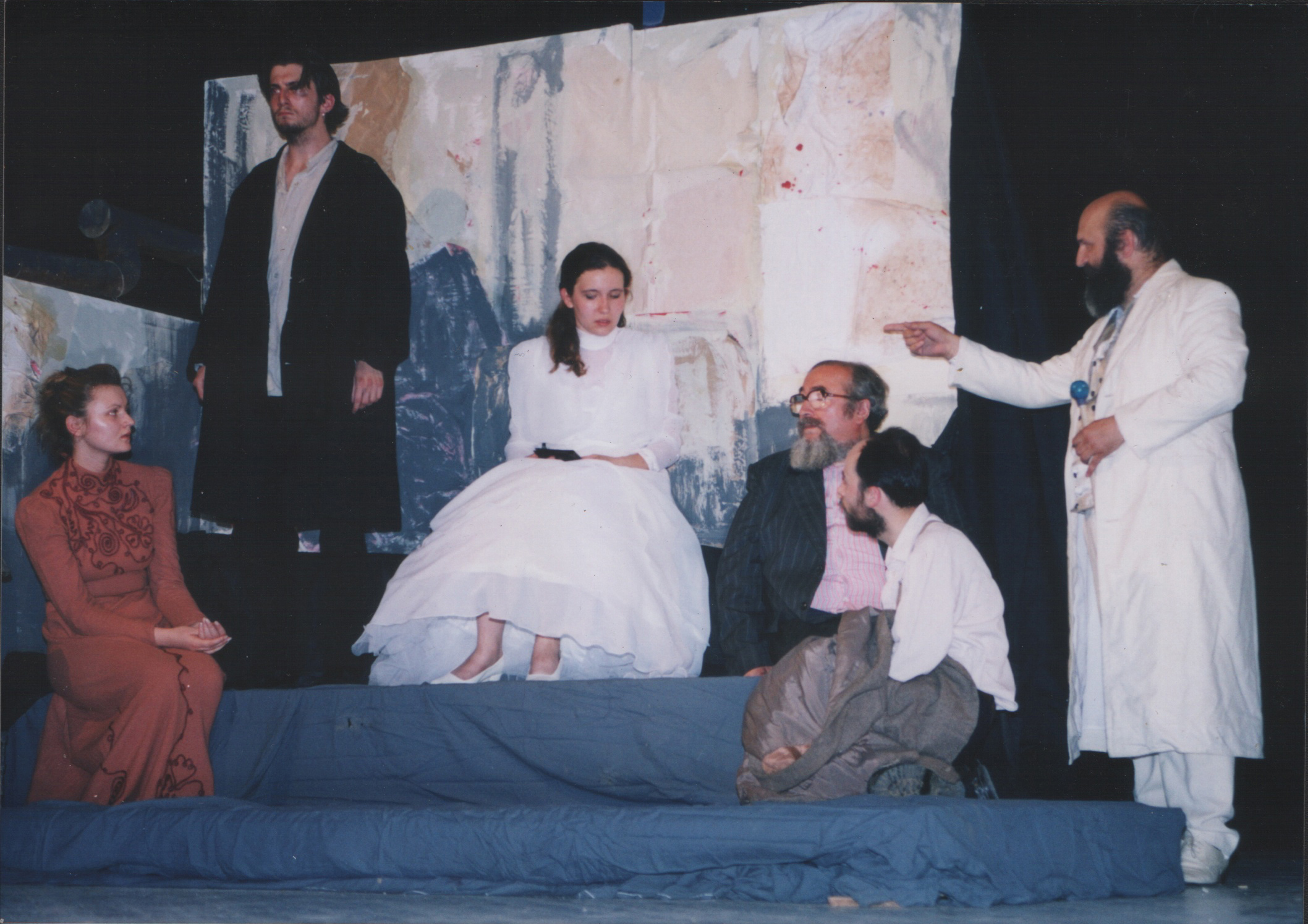
Спектакль «Преступление и наказание» (Федор Достоевский) в исполнении актёров театра «Слово» Требинье (Ефимия Дучич, Владимир Балашчак, Александра Мрконья) и актёров «Корреспондентского театра» и «Сцены драматического искусства» (Младен Дражетин, Срджан Симич, Владимир Стоянов), Требинье, 2002—2003 г.

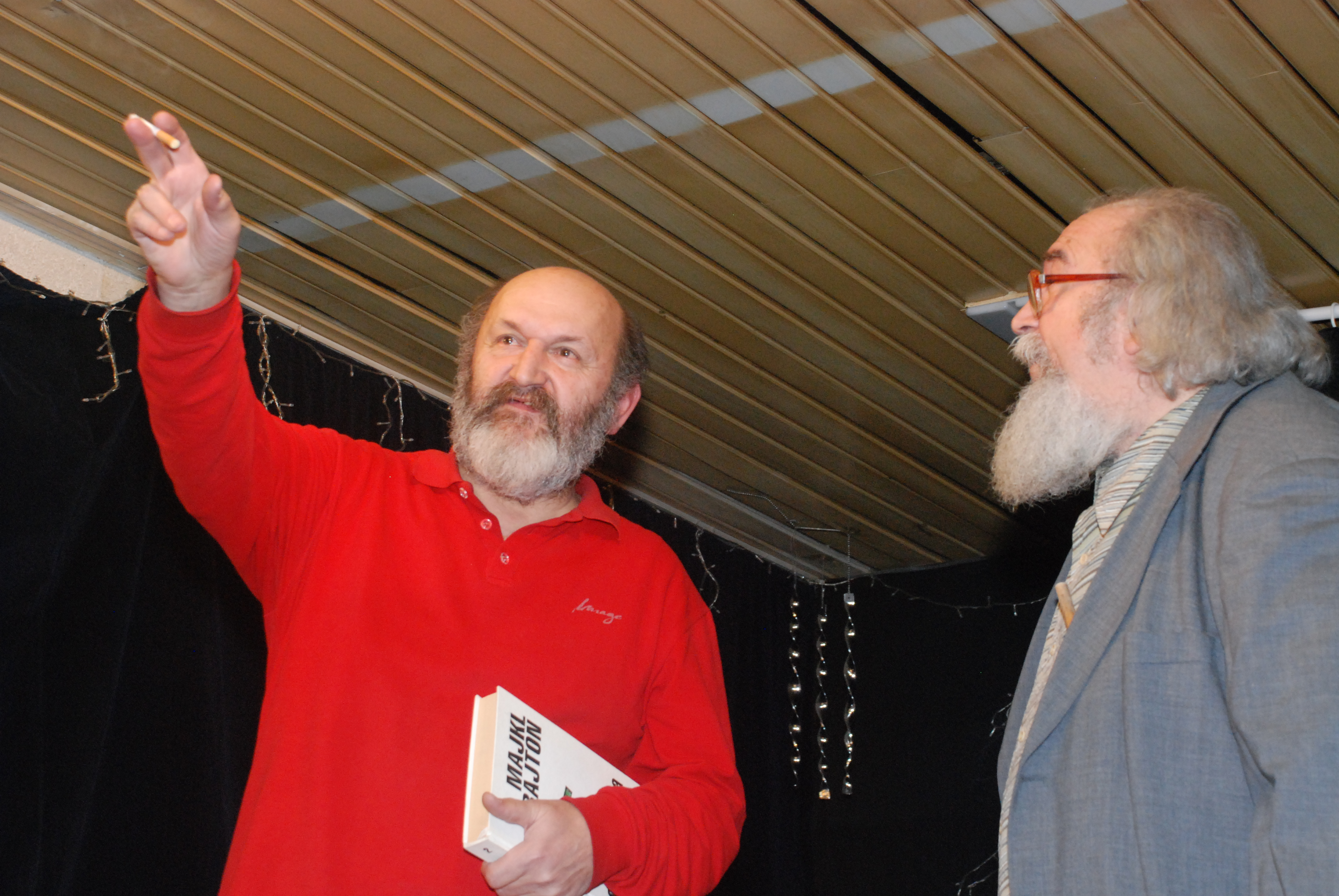
Театральный спектакль «Зоологическая сказка» (Эдуард Олби) в исполнении актёров «Корреспондентского театра» и «Сцены драматического искусства» (Владимир Стоянов и Младен Дражетин), Нови-Сад, 2015 г.

Тексты из классической драматической литературы также использовались в Корреспондентском театре, но персонажи адаптированы под участников спектакля, некоторые опущены или обобщены. В некоторых случаях выступлениям предшествовали опросы среди зрителей, чтобы выявить их интересы и выбрать, что является выражением их жизненных проблем и дилемм. Зрители были включены в игру, которая сломала пандус классического театра. Спектакли ставились как в деревнях, где местные жители впервые познакомились с театром, так и на сценах профессиональных театров в городах.

## Члены и партнеры
Во вдохновляющей работе Корреспондентского театра участвовали профессионалы, любители и другие единомышленники: Младен Дражетин, Владимир Стоянов, Элени Андониаду, Бранислав Бабич, Персида Баич, Радмила Бркич, Елица Буквич, Верица Виклерович, Радован Влахович, Горан Вукчевич, Славица Вучетич, Ясна Гоевич, Радован Грковски, Тома Даскалович, Миша Димитриевич, Трифун Димич, Йосип Добрик, Владимир Джукич, Нада Джурджевич, Йован Жеков, Никола Златович, Милан Яндрич, Стеван Ковачевич, Радмила Кравич, Светлана Лазич, Анте Лаура, Звонимир Лозич, Бранко Лукач, Мирко Марушич, Саня Микитишин, Бориша Миличевич, Велимир Милованович, Даниэла Михич, Любинка Модич, Михайло Мольнар, Лепосава Настич, Раденко Ненезич, Гордана Опалич, Мария Маша Опалич, Джордже Плавшич, Илия Путич, Мирослав Радонич, Пера Савич, Данило Симеунович, Срджан Симич, Цеца Славкович, Десимир Стефанович, Борис Стоянов, Милица Стоянов, Бобан Стойков, Божа Стойков, Ева Фельдежди, Дубравка Хергет, Мира Цоцин, Милорад Чубрило, Йоаким Шима, Славко Шимунич, Ненад Шимунович и другие. Известные представители театра Миленко Шувакович, Михайло Васильевич, Оливер Новакович также помогали театру советами и непосредственным участием. В театре играли и чемпионы новосадской театральной сцены Иван Хайтл и Милица Радакович.

## Действуя в мире
Благодаря своей деятельности Корреспондентский театр или «корреспондентская система» утвердился на планетарном уровне через Планетарную школу мира, Гуманитарную планетарную школу и Христианскую планетарную школу. Планетарная школа мира при Корреспондентском театре развивала свою деятельность в период с 1974 по 2005 годы. Эти «планетарные школы» для обучения и воодушевления граждан были предшественниками Интернета в разных странах. Корреспондентский театр сформировал информационные центры в Нови-Саде и Загребе, через которые проводились анимационные представления и просвещение масс. Член Корреспондентского театра Йосип Добрик из Гложан построил две любительские радиостанции, с помощью которых осуществлялась связь с радиолюбителями мира.

## Языки
Помимо Информационного центра, который работал на английском языке с любительскими радиостанциями, Информационный центр Корреспондентского театра в Загребе осуществлял свою деятельность на эсперанто. Центр эсперанто обработал более 40 000 писем. У Корреспондентского театра были свои миссионерские офисы на эсперанто в 105 странах, которые переводили полученные письма на свои национальные языки и инструктировали сотрудников, как действовать в полевых условиях. Вспомогательный информационный центр Корреспондентского театра на эсперанто находился в Нови-Саде, а деятельность велась в помещениях Общества эсперанто «Марко Нешич».
Главным координатором Информационного центра Корреспондентского театра в Загребе на эсперанто был Славко Шимунич. Самыми достойными участниками работы Вспомогательного информационного центра Корреспондентского театра на эсперанто в Нови-Саде были Бориша Миличевич, Владимир Джукич и Йоаким Шима. В рамках Общества эсперанто «Марко Нешич» Корреспондентский театр первым в мире основал микротеатр, который ставил различные пьесы на языке эсперанто. Подготовлен десяток пьес и сольных концертов, которые разыгрывались по всей Европе.

## Письма

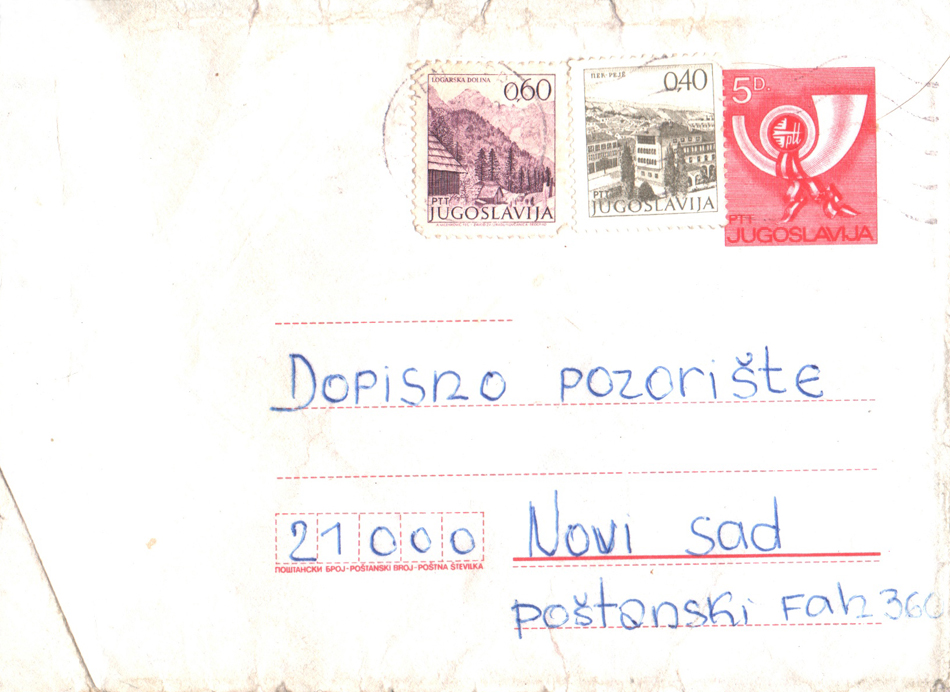
Письмо в Корреспондентский театр.

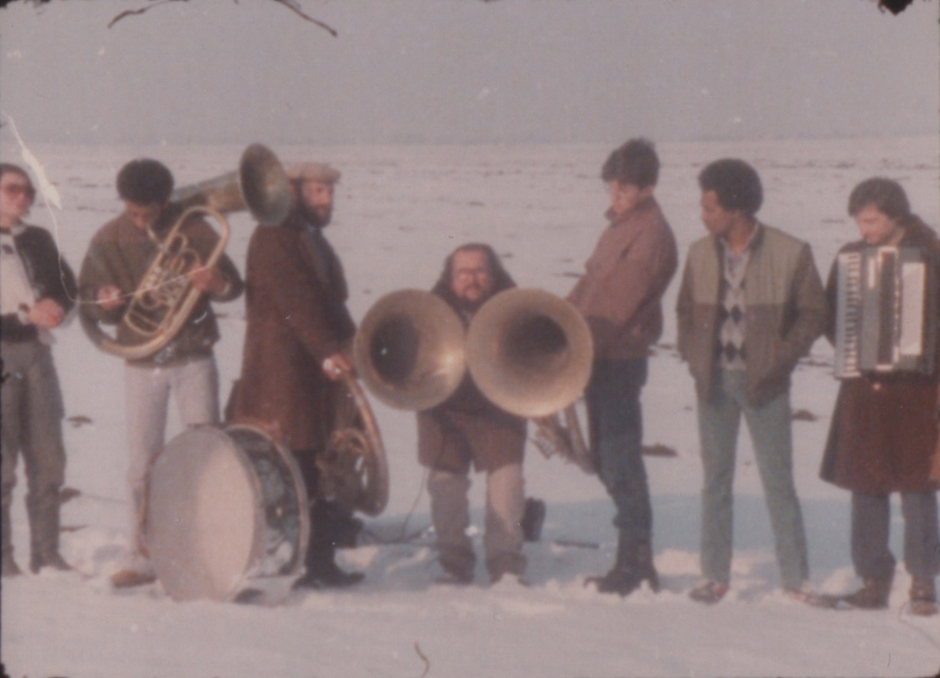
Кадр из документального фильма о Корреспондентском театре (1985).

Письма в Информационный центр Корреспондентского театра в Нови-Саде (на почтовый ящик номер 360 — Корреспондентский театр) приходили со всего мира. Каждому письму уделялось должное внимание, а сортировку писем проводили около тридцати сотрудников. За десять лет, прошедших с момента основания Корреспондентского театра, удалось поговорить с более чем 100 000 единомышленников, которые стали основоположниками «культурных зародышей» и «микротеатров» в своих общинах.

## Документальный фильм о Корреспондентском театре
Документальный фильм о Корреспондентском театре «Корреспондентский театр Младена Дражетина» (ТВ Нови Сад, 1985) режиссёра Петра Любоева получил Гран-при за новые идеи в культуре на фестивале в Монте-Карло в 1986 году. Фильм был показан по национальному телевидению в 205 странах мира.
В 2012 году этот фильм был номинирован на внесение в Реестр всемирного наследия ЮНЕСКО.

## Теоретические основы
За более чем 30 лет работы Корреспондентского театра возникла этическая, эстетическая и социологическая система под названием «Вечное искусство игры» как философия нового развития. Книга Младена Дражетина об этой системе под названием «Вечное искусство игры» была издана в 2014 году Банатским культурным центром из Нови Милошево.

## Культурное образование Рома
Корреспондентский театр положил начало основанию первого цыганского театра в Воеводине и Сербии в Нови Милошево в 1986 году. Первой постановкой этого театра стала драма Радована Влаховича «Кулай». Второй цыганский театр в Воеводине был основан по образцу Корреспондентского театра в поселке Мокрин (1988).